# Aleksandr Pantchenko
Aleksandr Nikolaïevitch Pantchenko (en russe : Александр Николаевич Панченко) est un joueur d'échecs  et un entraîneur soviétique puis russe né le 5 octobre 1953 à Tcheliabinsk et mort le 19 mai 2009 à Kazan.

## Biographie et carrière
Grand maître international depuis 1976, il fut champion d'URSS des jeunes maîtres (moins de 26 ans) en 1976 à Vilnius devant entre autres Sergueï Dolmatov, Viktor Gavrikov, Lev Psakhis et Arthur Youssoupov. Il remporta le championnat de la République de Russie en 1979 à Sverdlovsk et le mémorial Tchigorine 1980 à Sotchi (devant entre autres Iouri Balachov, Rafael Vaganian, Eugenio Torre, Ievgueni Sviechnikov et Vitali Tsechkovski).
En 1975-1976, Aleksandr Pantchenko remporte la Coupe d'Europe des clubs d'échecs avec l'équipe du Bourevestnik de Moscou.
Il remporta la médaille d'argent par équipe au championnat du monde d'échecs par équipes de moins de 26 ans en 1978 à Mexico.